# Young at Heart (chanson de Mike Porcaro)
Pour les articles homonymes, voir Young at Heart.
Young at Heart est une chanson sortie en single des « Porcaro Brothers », composée par Steve Porcaro et produite par Mike Porcaro en l'honneur de la finale de la Ligue des champions de 1997. 
L'ex-chanteur du groupe Toto, Joseph Williams, est au chant. Le morceau, aux allures pop est sorti sous le label EMI. Sorti en Maxi-CD, le morceau est en trois versions : standard, longue version, et instrumental. Un saxophone remplace la voix sur la version instrumentale.

## Enregistrement
- Steve Porcaro : composition, claviers
- Mike Porcaro : producteur, basse, percussions
- Carlos Vega : batterie, percussions
- Joseph Williams : chant
- Brandon Fields : saxophone

## Sources
1. ↑  Toto Fan France, Mike Porcaro, discographie : Young at Heart

- (en) Toto99, Solo Releases, Porcaro Brothers : Young at Heart